# Вестоне
Вестоне (итал. Vestone, ломб. Istù / Vistù) — коммуна в Италии, в провинции Брешиа области Ломбардия.
Население составляет 4224 человека, плотность населения составляет 327,44 чел./км². Занимает площадь 12,9 км². Почтовый индекс — 25078. Телефонный код — 0365.
В коммуне 31 мая особо празднуется память встречи Пресвятой Богородицы с Елизаветой.